# زندگی (مجموعه تلویزیونی)
زندگی یک مجموعهٔ تلویزیونی به کارگردانی حسین مروی است که در سال ۱۳۷۱-۱۳۷۰ تولید و از شبکه ۲ پخش شد.

## خلاصه داستان
این مجموعه تلویزیونی از قسمت‌های مجزا تشکیل شده بود و در هر قسمت، به یک موضوع اجتماعی و خانوادگی پرداخته می‌شد.

## بازیگران و عوامل تولید

### بازیگران
- اکبر عبدی
- سیما تیرانداز
- رضا خندان
- آزیتا لاچینی
- منوچهر حامدی
- حمید عبدالملکی
- مصطفی عبداللهی
- معصومه اسکندری
- محمدعلی ورشوچی
- محمدقاسم پورستار
- شمس شمس‌الدینی
- منوچهر لاریجانی
- ویدا شهشهانی
- داریوش رضوانی
- شهین علیزاده
- محمد خاری
- احمد نیکارو
- آزاده امیری
- دلدار گلچین

### عوامل تولید
- کارگردان هنری: حسین مروی
- فیلمنامه: حسین مروی، مسعود آب‌پرور (بر اساس طرحی از محسن علامه)
- تصویربردار: علی‌آبادیان
- تدوین: مجید ماهیچی
- تهیه‌کننده: ماه‌منظر شفیعی، ثریا گلشهر
- فرمت پرونده: ویدئویی
- تعداد قسمت‌ها: ۱۳ قسمت
- محصول: گروه فیلم و سریال شبکه ۲
- سال تولید و پخش: ۱۳۷۱-۱۳۷۰